# Anoplogastridae
Anoplogastridae – monotypowa rodzina małych, morskich ryb z rzędu beryksokształtnych (Beryciformes).

## Cechy morfologiczne
Charakteryzują się krótkim, wysokim i ścieśnionym ciałem, małymi oczami, drobnymi łuskami oraz brakiem promieni twardych w płetwach. W szczękach dorosłych osobników występują liczne, długie zęby. Płetwa grzbietowa jest rozciągnięta na 16–20, a odbytowa na 7–9 miękkich promieniach. Liczba kręgów wynosi 25–28. Ryby z tej rodziny dorastają do 16 cm długości.

## Klasyfikacja
Rodzaj zaliczany do tej rodziny:
Anoplogaster